# 卡罗苇鹪鹩
，是雀形目鹪鹩科的一种鸟类，属于单型的卡罗苇鹪鹩属（学名：Thryothorus）。
卡罗苇鹪鹩体重约18.96克，翼长约59.4毫米，喙宽度约3.2毫米，喙厚度约3.9毫米，嘴峰长约16.9毫米，跗蹠长约21.4毫米，尾长约50.7毫米。
卡罗苇鹪鹩是留鸟，栖息在林地，它们是食肉动物，主要以昆虫、蜘蛛等陆生无脊椎动物为食。分布在加拿大、美国、墨西哥、危地马拉、尼加拉瓜等地。